# Hipótese do mundo ferro–enxofre
A hipótese do mundo ferro–enxofre é um conjunto de propostas para a origem da vida e sua evolução inicial, apresentadas em uma série de artigos entre 1988 e 1992 por Günter Wächtershäuser, um advogado de patentes de Munique com formação em química, que foi incentivado e apoiado pelo filósofo Karl R. Popper a publicar suas ideias. A hipótese propõe que a vida primitiva pode ter se formado na superfície de minerais sulfeto de ferro, daí o nome.  Foi desenvolvido por retrodição (fazendo uma "predição" sobre o passado) a partir da bioquímica existente (bioquímica não extinta, sobrevivente) em conjunto com experimentos químicos.